# Kim Collins
Kim Collins (ur. 5 kwietnia 1976) – lekkoatleta, sprinter z Saint Kitts i Nevis, mistrz świata z Paryża (2003) w biegu na 100 metrów. Pięciokrotny olimpijczyk (1996, 2000, 2004, 2008, 2016).

## Kariera sportowa
Podczas igrzysk olimpijskich w Atlancie (1996) Collins startował w sztafecie 4 × 100 metrów, która jednak odpadła w eliminacjach. Indywidualnie na arenie międzynarodowej zaprezentował się po raz pierwszy podczas mistrzostw świata w 1997, gdzie odpadł w eliminacyjnych biegach na 100 metrów. Odniósł wówczas kontuzję, mimo to ukończył bieg, osiągając najgorszy czas w historii mistrzostw świata na tym dystansie: 21,73 s. Na igrzyskach olimpijskich w Sydney jako pierwszy reprezentant swojego kraju w historii dostał się do finału olimpijskiego, zajął wówczas siódme miejsce. Collins jest jedynym reprezentantem Saint Kitts i Nevis, który sięgnął po medal mistrzostw świata w lekkoatletyce. Po sezonie 2009 ogłosił zakończenie kariery. Wbrew zapowiedziom kontynuował jednak występy. Ostatecznie to sezon 2011 miał być ostatnim w jego karierze jednak w grudniu 2011 zawodnik zapowiedział kontynuowanie kariery.

## Osiągnięcia
- dwukrotny złoty medalista (w biegach na 100 i 200 metrów) mistrzostw NACAC U-25 (Monterrey 2000)
- 7. miejsce podczas igrzysk olimpijskich (bieg na 100 m, Sydney 2000)
- brązowy medal mistrzostw świata (bieg na 200 m, Edmonton 2001)
- złoto igrzysk Wspólnoty Narodów (bieg na 100 m, Manchester 2002)
- 2. lokata w Finale Grand Prix IAAF (bieg na 100 m, Paryż 2002)
- 2. miejsce na pucharze świata (bieg na 100 m, Madryt 2002)
- srebro halowych mistrzostw świata (bieg na 60 m, Birmingham 2003)
- złoty medal mistrzostw świata (bieg na 100 m, Paryż 2003)
- 6. lokata podczas igrzysk olimpijskich (bieg na 100 m, Ateny 2004)
- brąz mistrzostw świata (bieg na 100 m, Helsinki 2005)
- srebro halowych mistrzostw świata (bieg na 60 m, Walencja 2008)
- 6. miejsce na igrzyskach olimpijskich (bieg na 200 m, Pekin 2008)
- dwa brązowe medale mistrzostw świata (bieg na 100 m & sztafeta 4 × 100 m, Daegu 2011)
- srebrny medal podczas igrzysk panamerykańskich (bieg na 100 m, Guadalajara 2011)[5]
- 8. miejsce w biegu na 60 metrów podczas halowych mistrzostwa świata (Portland 2016)
- liczne medale (w tym złote) podczas mistrzostw Ameryki Środkowej i Karaibów

## Rekordy życiowe
- Bieg na 100 metrów – 9,93 (2016) rekord Saint Kitts i Nevis / 9,92w (5 kwietnia 2003, Austin)
- Bieg na 200 metrów – 20,20 (2001) były rekord Saint Kitts i Nevis / 20,08w (30 maja 2001, Eugene)
- Bieg na 50 metrów (stadion) – 5,73+ (2013)
- Bieg na 50 metrów (hala) – 5,75+ (2009) rekord Saint Kitts i Nevis
- Bieg na 55 metrów (hala) – 6,24 (2001) były rekord Saint Kitts i Nevis
- Bieg na 60 metrów (hala) – 6,47 (2015) rekord Saint Kitts i Nevis
- Bieg na 200 metrów (hala) – 20,52 (2000) rekord Saint Kitts i Nevis

Collins, razem z kolegami z reprezentacji jest także rekordzistą kraju w sztafecie 4 × 100 metrów (38,47 w 2011).

## Najlepsze rezultaty według sezonów

### 100 m
| Sezon | Rezultat | Miejsce           | Data       |
| ----- | -------- | ----------------- | ---------- |
| 2017  | 10,20    | Londyn            | 09/07/2017 |
| 2016  | 9,93     | Bottrop           | 29/05/2016 |
| 2015  | 9,98     | Basseterre        | 13/06/2015 |
| 2014  | 9,96     | Londyn            | 20/07/2014 |
| 2013  | 9,97     | Lozanna           | 04/07/2013 |
| 2012  | 10,01    | Zurych            | 30/08/2012 |
| 2011  | 10,00    | Guadalajara       | 24/10/2011 |
| 2010  | 10,20    | Bochum            | 26/06/2010 |
| 2009  | 10,15    | Basseterre        | 21/06/2009 |
| 2008  | 10,05    | Pekin             | 16/08/2008 |
| 2007  | 10,14    | Rieti             | 09/09/2007 |
| 2006  | 10,33    | Villeneuve-d’Ascq | 09/06/2006 |
| 2005  | 10,00    | Londyn            | 22/07/2005 |
| 2004  | 10,00    | Ateny             | 22/08/2004 |
| 2003  | 9,99     | Zurych            | 15/08/2003 |
| 2002  | 9,98     | Paryż             | 14/09/2002 |
| 2002  | 9,98     | Zurych            | 16/08/2002 |
| 2002  | 9,98     | Manchester        | 27/07/2002 |
| 2001  | 10,04    | Gwatemala         | 20/07/2001 |
| 2000  | 10,13    | El Paso           | 20/05/2000 |
| 1999  | 10,21    | Tempe             | 10/04/1999 |
| 1998  | 10,18    | Edwardsville      | 16/05/1998 |
| 1997  | 21,73    | Ateny             | 02/08/1997 |
| 1996  | 10,27    | Atlanta           | 26/07/1996 |
| 1995  | 10,63    | Santiago          | 01/09/1995 |

### 200 m
| Sezon | Rezultat | Miejsce      | Data       |
| ----- | -------- | ------------ | ---------- |
| 2017  | 21,11    | Freeport     | 22/07/2017 |
| 2015  | 20,82    | Kingston     | 23/05/2015 |
| 2011  | 20,52    | Daegu        | 02/09/2011 |
| 2009  | 20,45    | Wattenscheid | 02/08/2009 |
| 2008  | 20,25    | Pekin        | 19/08/2008 |
| 2006  | 21,53    | Ostrawa      | 30/05/2006 |
| 2004  | 20,98    | Kingston     | 07/05/2004 |
| 2002  | 20,49    | Lozanna      | 02/07/2002 |
| 2001  | 20,20    | Edmonton     | 09/08/2001 |
| 2000  | 20,31    | El Paso      | 19/05/2000 |
| 1999  | 20,43    | Mesa         | 06/05/1999 |
| 1995  | 21,66    | Santiago     | 02/09/1995 |